# Slättskär (Västeränga, Lemland, Åland)
Slättskär är en ö i Åland (Finland). Den ligger i den södra delen av landskapet, 12 km sydost om huvudstaden Mariehamn. Arean är 0,12 kvadratkilometer.
Terrängen på Slättskär är mycket platt.